# Бургленгенфелд
Бургленгенфелд (њем. Burglengenfeld) град је у њемачкој савезној држави Баварска. Једно је од 33 општинска средишта округа Швандорф. Према процјени из 2010. у граду је живјело 12.309 становника. Посједује регионалну шифру (AGS) 9376119.

## Географски и демографски подаци
Бургленгенфелд се налази у савезној држави Баварска у округу Швандорф. Град се налази на надморској висини од 355 метара. Површина општине износи 93,3 km². У самом граду је, према процјени из 2010. године, живјело 12.309 становника. Просјечна густина становништва износи 132 становника/km².

## Међународна сарадња
| Мјесто | Држава    | Врста сарадње | Од    |
| ------ | --------- | ------------- | ----- |
|        | Француска | партнерство   | 1976. |
|        | Чешка     | партнерство   | 1992. |
| Извор  |           |               |       |